# Вознесенский храм (Старый Оскол)
Храм Вознесения Господня в Казацкой слободе (Вознесенская церковь) — православный храм в городе Старом Осколе Белгородской области.

## История
Храм расположен на холме. Закладка храма происходила в 1870 году главным мастером — крестьянином Сергеем Ефимовичем Симоновым. Освящение состоялось 1 мая 1882 года. Правый придел освящен — в честь Архангела Михаила. Левый придел — в честь великомученика и целителя Пантелеимона.
Согласно Справочной тетради о церквах Курской епархии за 1898 год при храме имелись библиотека, 2 земских школы. К началу XX века в слободе открылась церковно-приходская школа. Здание церковно-приходской школы сохранилось до сих пор.
В 1938 году церковь использовалось советскими властями под ссыпку зерна. Заявления группы верующих Вознесенской церкви о неправомочных действиях со стороны местной власти дошли до Верховного Совета РСФСР. 11 октября 1938 года Старооскольский районный исполком постановил: «Обязать управляющего конторой Заготзерно в месячный срок освободить здание церкви из-под зерна, предоставить церковь верующим».
В Справке райисполкомов о действующих молитвенных заведениях по районам области указывается, что церковь Казацкой слободы того же сельсовета на сентябрь 1940 года является бездействующей.
Согласно заявлению Церковного Совета за 1944 год религиозная община функционирует с 26 июля 1942 года.
14 октября 1960 года Старооскольский райисполком постановил закрыть Вознесенскую церковь на территории Казацкого с/совета. Религиозная община с регистрационного учёта снята 10 ноября 1961 года. Здание церкви было предписано переоборудовать под мастерские политехнического обучения.
В 1987 году городская общественность приняла решение реставрировать «памятник архитектуры» и открыть в нём музей этнографии. Но благодаря ходатайству правящего архиерея Курского и Белгородского Ювеналия в 1988 году церковь открыли и передали в ведение религиозной общины.
29 августа 1988 года на разбитой паперти прошло первое богослужение, его возглавил Владыка Ювеналий. 28 сентября того же 1988 года храм был освящен. С 12 марта 1995 года храм является памятником архитектуры, построенным в эпоху эклектики с элементами классицизма.
Восстановительные работы шли в течение 14 лет. В 2011 году на храме были установлены новые купола. В настоящее время храм полностью восстановлен.

## Настоятели храма
- 9 апреля 1945 г. — 26 сентября 1945 г. — священник Павел Букин;
- 27 сентября 1945 г. — октябрь 1952 г. — священник Константин Михайлович Есипов;
- 10 октября 1952 г. — 8 мая 1953 г. — протоиерей Макарий Дмитриевич Переверзев;
- 16 июня 1953 г. — 25 февраля 1955 г. — священник А. В. Неманихин;
- 19 апреля 1955 г. — 31 мая 1955 г. — протоиерей Д. Г. Карпинский;
- 11 ноября 1955 г. — 19 ноября 1955 г. — священник В. А. Найдёнов;
- 4 февраля 1956 г. — 9 октября 1956 г. — протоиерей Макарий Дмитриевич Переверзев;
- 9 октября 1956 г. — 5 ноября 1956 г. — священник П. А. Ушаков;
- 30 ноября 1956 г. — 27 марта 1957 г. — священник М. М. Олофинский;
- 27 марта 1957 г. — 5 апреля 1957 г. — священник А. Котульский;
- 18 марта 1958 г. — 18 сентября 1958 г. — священник П. Г. Евланников;
- 23 сентября 1958 г. — 16 февраля 1959 г. — священник В. Г. Мирончук;
- 30 марта 1959 г. — 11 апреля 1959 г. — священник В. К. Гранкин;
- 28 мая 1959 г. — 28 мая 1960 г. — священник А. В. Ильин;
- 25 августа 1988 г. — 19 ноября 2013 г. — архимандрит Гавриил (Савченко).
- 20 августа 2014 г. — наст. вр. — протоиерей Василий Рачок